# Caridina edulis
Caridina edulis är en kräftdjursart som beskrevs av Eugène Louis Bouvier 1904. Caridina edulis ingår i släktet Caridina och familjen Atyidae. Inga underarter finns listade i Catalogue of Life.